# Sékou Condé
Sékou Condé (ur. 9 czerwca 1993 w Konakry) – gwinejski piłkarz, grający na pozycji obrońcy. Obecnie występuje w klubie LB Châteauroux.

## Kariera piłkarska

### Kariera klubowa
Piłką nożną zaczął poważnie interesować się mając 14 lat, ze względu na fakt, że jego ojciec był przeciwko temu, bo chciał aby syn został naukowcem lub prawnikiem. Dlatego dopiero po śmierci ojca był w stanie dostać się do sekcji piłkarskiej, a wcześniej grał tylko na podwórku z sąsiadami. W wieku 18 lat wyjechał do Ukrainy, gdzie pierwotnie był na testach w Wołyni Łuck, jednak w klubie nie było wakatów na pozycji obrońcy. Następnie udał się do Charkowa, gdzie mieszkał jego brat, który pomógł mu dołączyć do klubu Metalist Charków. W rezultacie trenował się w charkowskim klubie przez około sześć miesięcy bez umowy i bez pieniędzy.
W 2012 pojechał na testy do Dnipra Dniepropetrowsk i po kilku występach w składzie młodzieżowej drużyny podpisał kontrakt z klubem. 4 sierpnia 2012 rozpoczął karierę piłkarską w drużynie rezerw Dnipra i rozegrał w niej 40 meczów strzelając jednego gola. We wrześniu 2014 wyjechał do Izraela, gdzie w 2 meczach bronił barw Hakoah Amidar Ramat Gan, a potem przeniósł się do Hapoel Petach Tikwa. 12 lipca 2015 został zaproszony do Olimpiku Donieck.
25 lipca 2016 przeszedł do rosyjskiego Amkaru Perm. 13 czerwca 2018 z powodu niewypłacalności finansowej Amkar nie dostał licencji Rosyjskiego Związku Piłki Nożnej na sezon 2018/2019 na grę w Priemjer-Lidze jak i Rosyjskiej Pierwszej Dywizji. 18 czerwca 2018 prezes klubu Giennadij Sziłow ogłosił, że klub nie złożył podania na otrzymanie licencji na grę w Rosyjskiej Drugiej Dywizji i zostanie rozwiązany, dlatego Conde został wolnym zawodnikiem. Przed rozpoczęciem sezonu 2018/2019 został zawodnikiem klubu LB Châteauroux.

## Kariera reprezentacyjna
W końcu września 2015 został powołany do narodowej reprezentacji Gwinei na mecze przeciwko Algierii (9 października) i Maroku (12 października).